# Olympus (Schiff)
Die Olympus war eine Kombifähre.

## Geschichte

### Finnrose(1980–1990)
Das Schiff wurde auf der Oskarshamns Varv im schwedischen Oskarshamn unter der Baunummer 428 als Finnrose gebaut. Die Kiellegung fand am 7. August 1979, der Stapellauf am 22. Januar 1980 statt. Die Fertigstellung des Schiffes, das am 24. Juni getauft wurde, erfolgte am 1. Juli 1980 statt. Das Schiff wurde am 27. Juli 1980 an die Skärhamns Oljetransporter mit Sitz in Skärhamn abgeliefert.
Das Schiff wurde in den ersten zehn Jahren mehrfach verkauft. Ab Ende 1989 wurde es in einer Werft im polnischen Gdynia umgebaut. Dabei wurde ein Bugvisier eingebaut sowie Tragfähigkeit und Passagierkapazität erhöht. Pläne, die damalige Finnrose in eine Kreuzfahrtfähre umzubauen, wurden nicht verwirklicht.

### Lübeck Link(1990–2007)
Nach dem Werftaufenthalt wurde das Schiff im April 1990 an Nordö-Link verkauft, die es als Lübeck Link auf der Strecke Malmö–Travemünde einsetzte. Nach der Übernahme von Nordö-Link durch Finnlines wurde die Verbindung von Finnlines fortgeführt.

### Ropax 2(2007–2011)
Im April 2007 wurde das Schiff zusammen mit dem Schwesterschiff, der Malmö Link, an Channel Ferries mit Sitz in London verkauft. Das Schiff verkehrte aber noch bis zum 27. August des Jahres auf der Strecke in der Ostsee, bis diese durch den Neubau Nordlink übernommen wurde. Anschließend wurde die Fähre bei Cammell, Laird & Company in Birkenhead erneut umgebaut und in Ropax 2 umbenannt. Das Schiff, das bis dahin unter schwedischer Flagge mit Heimathafen Malmö fuhr, kam nun unter die Flagge Großbritanniens. Heimathafen wurde London.
Channel Ferries verkaufte das Schiff bereits im Mai 2008 weiter nach Norwegen. Flagge und Heimathafen blieben dabei unverändert.

### Olympus(2011–2017)
Das Schiff, das ab dem 16. März 2011 als Olympus verkehrte, wurde von V.Ships Leisure in Monaco bereedert und von verschiedenen Charterern überwiegend im Mittelmeer eingesetzt. Ab Juni 2013 wurde das Schiff in Ababiya aufgelegt. Am 27. November 2017 wurde das Schiff in Alang zum Abbruch gestrandet.